# Hällefors község
Hällefors község (svédül: Hällefors kommun) Svédország 290 községének egyike. A jelenlegi község 1971-ben jött létre.
A községnek csodálatos tájai és több mint 400 tava van.

## Települései
A községben 3 település található. A települések és népességük:
| Település  | Népesség | Megjegyzés         |
| ---------- | -------- | ------------------ |
| Hällefors  |          | a község székhelye |
| Grythyttan |          |                    |
| Hammarn    |          |                    |

## Testvérvárosok
- Pohja, Finnország
- Orkdal, Norvégia
- Lüchow, Németország
- Jelgava, Lettország

### Külső hivatkozások
- Hivatalos honlap Archiválva 2019. december 25-i dátummal a Wayback Machine-ben